# Psilochira
Psilochira é um gênero de traça pertencente à família Arctiidae.